# Dossier pharmaceutique
Le dossier pharmaceutique (DP) a été créé par la loi du 30 janvier 2007 relative à l'organisation de certaines professions de santé. Sa mise en œuvre a été confiée au Conseil national de l’Ordre des pharmaciens. 
Le DP-Patient recense, pour chaque bénéficiaire de l'assurance maladie qui le souhaite, tous les médicaments délivrés au cours des 4 derniers mois, qu'ils soient prescrits par le médecin ou conseillés par le pharmacien, ainsi que les vaccins (21 ans). Au fil des évolutions du DP-Patient, de nouvelles fonctionnalités ont été développées. 
Cet outil contribue à la qualité des soins et à la sécurité des patients dans l’utilisation des médicaments en : 
- évitant les traitements redondants,
- contribuant au bon usage du médicament,
- disposant de l’information la plus récente possible,
- détectant les risques d’interactions entre médicaments,
- coordonnant mieux les soins entre la ville et l’hôpital,
- améliorant la couverture vaccinale.

Le DP étend ses fonctionnalités depuis sa création au gré des textes législatifs et réglementaires. Ainsi, l’autorisation de la CNIL du 2 décembre 2008, suivie du décret no 2008-1326 du 15 décembre 2008 a permis la généralisation du DP à toutes les officines en 2009. En application de la loi 2011-2012 du 29 décembre 2011, le décret 2012-1131 du 5 octobre 2012 a permis de lancer sa généralisation aux pharmaciens exerçant au sein d’une Pharmacie à usage intérieur (PUI). L’accès au DP pour les médecins des établissements de santé a été fixé par la loi du 26 janvier 2016 et le décret 2017-878 du 9 mai 2017. 
En effet, le DP est utilisé par les pharmaciens exerçant leur profession en officine, au sein des établissements et des industries de santé, mais également par d’autres professionnels de santé. 

## Services du DP
Pour sécuriser la chaîne d’approvisionnement pharmaceutique, le DP propose les services suivants : 
- DP-Patient
- DP-Vaccins

- DP-Rappels
- DP-Alertes
- DP-Ruptures
- DP-Suivi sanitaire

### DP-Patient
Le DP-Patient rassemble, pour chaque bénéficiaire de l’assurance maladie, qui a été informé et a donné son consentement, tous les médicaments (prescrits ou non) qui lui ont été délivrés au cours des 4 derniers mois (21 ans pour les vaccins). Les données sont chiffrées. 
Le DP-Patient : 
- permet un suivi thérapeutique du patient,
- renforce le dialogue et la relation pharmacien-patient (discussions sur la compréhension des traitements et leur observance),
- contribue à sécuriser la chaîne du médicament (éliminer le risque d’interactions dangereuses),
- est un outil collaboratif entre les équipes de soins.

### DP-Vaccins
Le décret n° 2015-208 du 24 février 2015 a défini l’allongement de la durée de conservation des données du DP pour les dispensations de vaccins qui deviennent accessibles pendant 21 ans. La CNIL a accordé le 17 décembre 2015 son autorisation aux modifications de traitement demandées par le Conseil national de l'Ordre des pharmaciens (CNOP) pour adapter le DP. 
L’extension de durée d’accès par les pharmaciens d’officine et de PUI des établissements de santé ouvre de nouvelles perspectives pour le suivi de la couverture vaccinale. 

### DP-Rappels
Ce service permet de transmettre les rappels et retraits de lots de médicaments aux pharmacies par le portail DP. 
Les pharmaciens sont avertis en temps réel et peuvent retirer de la vente, sans délai, les médicaments concernés. Ce dispositif, réalisé avec l’Agence nationale de sécurité du médicament et des produits de santé (ANSM) et les exploitants, fonctionne 24 heures sur 24, 7 jours sur 7. 
L’ANSM et le CNOP ont formalisé dès 2011 une collaboration sur un ensemble de services contribuant au renforcement de la sécurité de la chaîne d’approvisionnement des produits de santé, en particulier la mise en place d’un système d’alerte pour les retraits et rappels de lots du marché des médicaments à usage humain et dispositifs médicaux. 

### DP-Alertes
Ce service permet de diffuser en quelques minutes une alerte sanitaire à l’ensemble des pharmacies raccordées au DP (soit plus de 99% des officines en France). 
Le dispositif fonctionne 24 heures sur 24, 7 jours sur 7. Le message d’alerte s’affiche sur tous les postes informatiques de toutes les pharmacies, en ville et à l’hôpital. Pour poursuivre l’activité en cours, les pharmaciens doivent obligatoirement, sur chaque poste informatique, valider le message pour qu'il disparaisse. Un accusé de réception est alors envoyé au serveur du portail DP, afin de suivre et mesurer la prise en compte de l’alerte sanitaire.

### DP-Ruptures
Ce service permet : 
- de signaler les ruptures d’approvisionnement (par l’intermédiaire des logiciels métiers ou via un site Internet sécurisé) au laboratoire exploitant concerné et aux autorités sanitaires dont ANSM. Les déclarants ont accès à diverses informations : date de retour prévue, médicaments alternatifs…[10],
- d’améliorer la circulation de l’information entre les acteurs concernés pour faciliter la gestion des ruptures d’approvisionnement et trouver des solutions pour le traitement des patients,
- de quantifier, grâce aux déclarations des pharmaciens dispensateurs, les ruptures d’approvisionnement (classes thérapeutiques touchées, taux de rupture, durées moyennes et médianes des ruptures).

### DP-Suivi sanitaire
Le service permet au ministre chargé de la Santé, à l’ANSM et à Santé publique France d’accéder aux données anonymes relatives aux médicaments qui sont hébergées dans le cadre du DP. 
Les autorités sanitaires sont susceptibles de faire appel à l’Ordre pour suivre les données de dispensation d’un ou plusieurs médicaments. Ces données constituent un outil d’aide à la décision car elles offrent une meilleure visibilité de la situation sanitaire de la population.

## Droits du patient et protection des données
À la création du DP, le patient doit donner son consentement exprès et éclairé. 
Tout refus par une personne de création de son DP est enregistré. Après 3 refus du patient, toute tentative de création de DP est techniquement bloquée pendant 36 mois.
La création se fait par le pharmacien avec un devoir d’information : explications, remise d’une brochure grand public et d’une attestation papier d’ouverture du DP. 
Après la création du DP le patient peut : 
- s’opposer à son alimentation et à sa consultation. Dans ces cas, le pharmacien vous remet une attestation de refus d’alimentation et une attestation de refus de consultation,
- exiger sa suppression (une attestation de clôture est alors remise),
- demander une édition de son DP. Il peut utiliser le formulaire Accès-DP-patient-officine. La copie du DP est remise en main propre au patient ainsi qu’une attestation d’édition.

Le cas des ayants droit et personnes dépendantes :
Concernant les mineurs de moins de 16 ans et les majeurs sous tutelle, c’est leur représentant légal (parent ou tuteur) qui est habilité à autoriser la création du DP, puis à exercer l’ensemble des droits visés ci-dessus, en présentant la carte Vitale sur laquelle figure la personne concernée.
Si une personne ne peut se déplacer, elle peut formuler son consentement à la création de son DP, ou à l’exercice de l’un de ses droits visés ci-dessus par écrit. La personne qui vient à la pharmacie à sa place devra présenter ce consentement, avec la carte Vitale de l’intéressé, et justifier d’un mandat de représentation et de sa propre identité. Le cas échéant, le pharmacien lui remet les attestations correspondantes et/ou la copie du DP sous pli fermé. 
Le pharmacien d'officine consulte le DP en utilisant conjointement la carte Vitale du bénéficiaire et sa carte de professionnel de santé. Les données sont visibles uniquement pendant que la carte Vitale est dans le lecteur. Le DP est accessible uniquement au cours de la période de prise en charge d’un patient au sein de l’établissement de santé.
Les données sont archivées par un hébergeur agréé de données de santé sur deux sites physiques distincts pendant une durée complémentaire de 32 mois puis détruites ainsi que les traces d'interventions. Les données d'identification du patient et celles relatives à ses produits de santé sont cryptées et traitées séparément par l'hébergeur.
Le DP est automatiquement clos s'il n'a fait l'objet d'aucun accès pendant 3 ans (conservation des DP inactifs au-delà des 36 mois en cas d’informations sur la vaccination). 
L’hébergeur est un prestataire spécialisé unique, choisi à l’issue d’une procédure de mise en concurrence et s’engage à se conformer aux obligations qui lui incombent en termes de droit des patients sur le contenu du DP. 
La bonne gouvernance du DP passe également par l’application de fonctionnalités techniques définies et gérées par l’Ordre. Ces spécifications sont diffusées de façon transparente auprès de tous les prestataires techniques, par exemple les éditeurs de logiciels professionnels. Tout logiciel est validé par le CNOP avant de pouvoir se raccorder à l’hébergeur. L’échange de données entre l’hébergeur et les logiciels utilisés par les pharmaciens s’effectue via un accès Internet sécurisé et toutes les informations transmises sont cryptées.
En cas de situation sanitaire sensible, le ministre chargé de la santé, l'ANSM et Santé publique France peuvent accéder aux données anonymes relatives aux médicaments qui sont hébergées dans le cadre du DP. Des statistiques anonymes peuvent ainsi être élaborées pour permettre une meilleure visibilité de la situation sanitaire de la population. Le processus est sécurisé et encadré par la loi.

## Déploiement du Dossier pharmaceutique
| Date          | Commentaires |
| ------------- | --- |
| Juillet 2019  | Accès au DP ouvert aux biologistes médicaux et intégration des DMI dans le DP |
| Novembre 2018 | Possibilité de procéder à des rappels de lots dits "en mode structuré". Cette nouvelle fonctionnalité "rappels et blocage" doit permettre de bloquer la dispensation à l’officine de tout médicament issu d’un lot rappelé. |
| Janvier 2016  | Généralisation de l’accès au DP pour les médecins hospitaliers à la suite de la publication de l’article 97 de la loi de modernisation de notre système de santé.                                                           |
| Février 2015  | La durée de conservation et d’accessibilité des données du DP pour les dispensations de vaccins est portée à 21 ans et de 3 ans pour les médicaments biologiques.                                                           |
| Octobre 2012  | Les pharmaciens des PUI des établissements de santé peuvent accéder au DP dans les mêmes conditions que les pharmaciens d'officine.                                                                                         |
| Décembre 2009 | Diffusion des alertes sanitaires via le DP. |
| Décembre 2008 | Le CNIL autorise la généralisation du déploiement du DP et le décret relatif au DP publiée au Journal officiel. |
| Janvier 2007  | La mise en œuvre du DP est confiée au Conseil national de l'Ordre des pharmaciens. |